# Heterocercus
Genre
Heterocercus est un genre d'oiseaux de la famille des Pipridae.

## Liste des espèces
Selon la classification de référence du Congrès ornithologique international (version 7.3, 2017) :
- Heterocercus aurantiivertex Sclater, PL & Salvin, 1880
- Heterocercus flavivertex Pelzeln, 1868
- Heterocercus linteatus (Strickland, 1850)